# Душенина
Душени́на — старинное украинское блюдо, приготовленное из мяса домашнего скота, птицы или их смеси, овощей, пряностей, и заправленное мукой. Способ приготовления блюда — тушение, что отразилось и в названии блюда «душенина».
Чтобы приготовить душенину, мясо (преимущественно свинину) резали на куски средней величины, обваливали в муке, складывали в горшок, заливали кипятком или мясным бульоном, нередко сывороткой или сметаной, иногда добавляли квас, клали сырой лук, морковь, специи, соль и тушили до готовности. Ели с вареной картошкой, кашей, щедро поливая их соусом. Иногда душенину готовили вместе с картофелем, тогда эта блюдо называлась «душенина из картофеля» или «душенина поспильная» (совместная). Для традиционной украинской кухни душенина была более характерна, чем жаркое. Мясо перед тушением не обжаривалось. Его могли тушить до тех пор, пока подлива не выпаривалась, тогда подливу готовили отдельно.
Это блюдо было достаточно распространено и встречалась преимущественно в праздничной трапезе. Без него не обходилась ни одна свадьба, крестины, поминки, готовили его и на другие большие праздники.